# Star Trek: Discovery
Star Trek: Discovery, nota nel fandom anche con l'acronimo DIS o la sigla DSC, è la sesta serie televisiva ambientata nell'universo fantascientifico di Star Trek (la settima, considerando anche la serie animata), ideata da Bryan Fuller e Alex Kurtzman per CBS All Access. Si tratta della prima serie del franchise di Star Trek dopo la conclusione di Star Trek: Enterprise nel 2005. Ambientata dieci anni prima degli eventi della serie classica, Discovery segue le avventure della nave stellare USS Discovery nel suo viaggio attraverso lo spazio alla ricerca di nuovi mondi e nuove civiltà. Gretchen J. Berg e Aaron Harberts sono gli showrunner della serie, con il supporto di Akiva Goldsman.
Sonequa Martin-Green è la protagonista della serie nei panni di Michael Burnham, ufficiale a bordo della Discovery. La serie venne annunciata nel novembre 2015 come prima serie a essere prodotta in esclusiva per il servizio di video on demand CBS All Access. Fuller venne annunciato come showrunner e produttore esecutivo nel febbraio 2016. Nicholas Meyer è consulente creativo della serie, mentre il figlio di Gene Roddenberry, Eugene, figura tra i produttori esecutivi. Nell'ottobre 2016 Fuller lasciò il ruolo di showrunner per via di difficoltà lavorative con la CBS, rimanendo come produttore esecutivo. Berg e Hartberts vennero nominati nuovi showrunner, continuando a sviluppare la mitologia e l'arco narrativo creato da Fuller.
La prima stagione di Star Trek: Discovery ha esordito il 24 settembre 2017 sulla CBS per poi spostarsi su CBS All Access. Ha ricevuto recensioni positive dalla critica, che ha lodato in modo particolare l'interpretazione di Martin-Green, la caratterizzazione dei personaggi e l'aspetto visivo della serie.
Il 23 ottobre 2017 CBS ha ufficialmente annunciato la conferma della serie per una seconda stagione, dopo il riscontro positivo ottenuto in termini di aumento degli abbonati al servizio di streaming. Il 28 febbraio 2019 è stata annunciata una terza stagione, che è stata trasmessa da ottobre 2020 a gennaio 2021. La quarta stagione è stata annunciata ad ottobre 2020 e le riprese sono iniziate il 2 novembre 2020. La trasmissione della quarta stagione è iniziata dal 26 novembre 2021. La quinta stagione, prevista per aprile 2024, viene confermata come ultima; successivamente Martin-Green ha affermato che nelle intenzioni iniziali la serie avrebbe dovuto avere sette stagioni.
La serie ha generato alcuni spin-off quali: Star Trek: Short Treks, serie antologica di cortometraggi che anticipa e approfondisce alcune tematiche della seconda e terza stagione e di altre serie spin-off; Star Trek: Strange New Worlds, serie di episodi autoconclusivi che presenta le avventure dell'astronave USS Enterprise capitanata da Christopher Pike; Star Trek: Section 31, film sulla Sezione 31 della Flotta Astrale con protagonista Philippa Georgiou. Dall'8 ottobre 2020 viene inoltre pubblicata su Instagram la serie di cortometraggi Star Trek: Discovery Logs.

## Trama
La serie segue le avventure della USS Discovery nel suo viaggio nello spazio, alla scoperta di nuovi mondi e nuove civiltà. Le prime due stagioni sono ambientate nel XXIII secolo, all'incirca dieci anni prima degli eventi della serie originale di Star Trek, mentre dalla terza stagione in poi la serie è ambientata nel XXXII secolo, nell'inedito, per una serie di Star Trek, futuro della Federazione dei Pianeti Uniti.

### Prima stagione
Nella prima stagione l'equipaggio della Discovery prende parte a un conflitto tra la Federazione Unita dei Pianeti e l'Impero Klingon, dopo che Michael Burnham si è ammutinata nella convinzione di poter evitare la guerra con i Klingon. Al contempo la Discovery deve mettere in conto il doppio gioco del capitano Gabriel Lorca, che è in realtà il suo equivalente dell'universo dello specchio trasferitosi nell'universo della Federazione. Alla fine della stagione la Discovery si troverà infatti catapultato nell'universo dello specchio dove Michael Burnham dovrà affrontare l'Imperatrice Philippa Georgiou, che alla fine ritornerà assieme alla Discovery nell'universo della Federazione.

### Seconda stagione
Nella seconda stagione la Discovery viene guidata dal capitano Christopher Pike nell'indagine su strani segnali ricevuti dalla Flotta Stellare e che coinvolgerà Spock a livello personale. L'equipaggio della Discovery entrerà in conflitto con Controllo, un'intelligenza artificiale che cerca di entrare in possesso dei dati della Sfera, infiltrandosi della Sezione 31, un servizio segreto della Flotta Stellare, e impossessandosi del capitano Leland, con il fine ultimo di distruggere ogni forma di vita della galassia. Al contempo l'equipaggio indaga sul misterioso Angelo Rosso, che si scopre essere una tuta che permette di viaggiare nel tempo adoperata da Gabrielle Burnham, la madre di Michael. Per tenere al sicuro i dati della Sfera la Discovery alla fine si vedrà costretta a trasferirsi nel futuro, viaggiando nel tempo grazie a un wormhole creato dalla tuta dell'Angelo Rosso.

### Terza stagione
La terza stagione è ambientata nel XXXII secolo, a più di 900 anni di distanza dagli eventi degli episodi precedenti. Qui Burnham e la Discovery si trovano a indagare sul Grande Fuoco che ha distrutto la maggior parte delle navi della Flotta Stellare facendo esplodere tutto il dilitio e mettendo in seria crisi la Federazione dei Pianeti Uniti, da cui si sono staccati in molti pianeti, compresi la Terra e Vulcano. Scoperta l'origine del Grande Fuoco ed eliminato il pericolo, Burnham e l'equipaggio della Discovery si adoperano per rimettere assieme la Federazione.

### Quarta stagione
Nella quarta stagione Michael Burnham è stata promossa a capitano della Discovery, mentre Saru, dopo aver ripreso contatto con il proprio pianeta, Kaminar, dove è stato promosso membro del Gran Consiglio del pianeta con il titolo di Grande Anziano, accetta il ruolo di Primo Ufficiale. La Discovery è impegnata nel cercare di riunire la Federazione, facendo il possibile per convincere i pianeti fuoriusciti a riunirsi ad essa, ma una nuova minaccia incombe sulla galassia: un'enorme anomalia spaziale che ha già distrutto il pianeta natale di Book e minaccia di distruggerne altri. L'equipaggio della Discovery scopre trattarsi di un'anomalia artificiale, progettata da una razza aliena molto avanzata, la specie Dieci-C, proveniente da oltre la grande barriera della galassia. La Federazione è ora decisa a creare un primo contatto con questa specie, così da evitare la distruzione, ma nel frattempo Book e Ruon Tarka progettano un'arma, convinti della necessità di distruggerla.

### Quinta stagione
Nella quinta e ultima stagione il capitano Burnham e l'equipaggio della U.S.S. Discovery sono impegnati nella ricerca di un antico potere la cui esistenza è stata deliberatamente nascosta per secoli.

## Episodi
Tra la prima e la seconda stagione e tra la seconda e la terza stagione, sono stati pubblicati alcuni cortometraggi, facenti parte della serie antologica spin-off di Discovery e di altre serie dell'universo espanso di Star Trek, Star Trek: Short Treks.
| Stagione         | Episodi | Pubblicazione USA | Pubblicazione Italia |
| ---------------- | ------- | ----------------- | -------------------- |
| Prima stagione   | 15      | 2017-2018         | 2017-2018            |
| Seconda stagione | 14      | 2019              | 2019                 |
| Terza stagione   | 13      | 2020-2021         | 2020-2021            |
| Quarta stagione  | 13      | 2021-2022         | 2021-2022            |
| Quinta stagione  | 10      | 2024              | 2024                 |

## Personaggi e interpreti
- Michael Burnham (stagioni 1-5), interpretata da Sonequa Martin-Green, doppiata da Gemma Donati.
- Saru (stagioni 1-5), interpretato da Doug Jones, doppiato da Alessio Cigliano.
- Imperatrice Philippa Georgiou (stagioni 1-3), interpretata da Michelle Yeoh, doppiata da Laura Romano.
- Sylvia Tilly (stagioni 1-5), interpretata da Mary Wiseman, doppiata da Giulia Santilli.
- Paul Stamets (stagioni 1-5), interpretato da Anthony Rapp, doppiato da Riccardo Rossi.
- Hugh Culber (stagioni 1-5), interpretato da Wilson Cruz, doppiato da Nanni Baldini.
- Cleveland "Book" Booker (stagioni 3-5), interpretato da David Ajala, doppiato da Gianfranco Miranda.
- Adira Tal (stagioni 4-5, ricorrente stagione 3), interpretata da Blu del Barrio, doppiata da Lucrezia Marricchi.
- Jett Reno (stagione 5, ricorrente stagioni 2-4), interpretatao da Tig Notaro, doppiata da Stefanella Marrama.

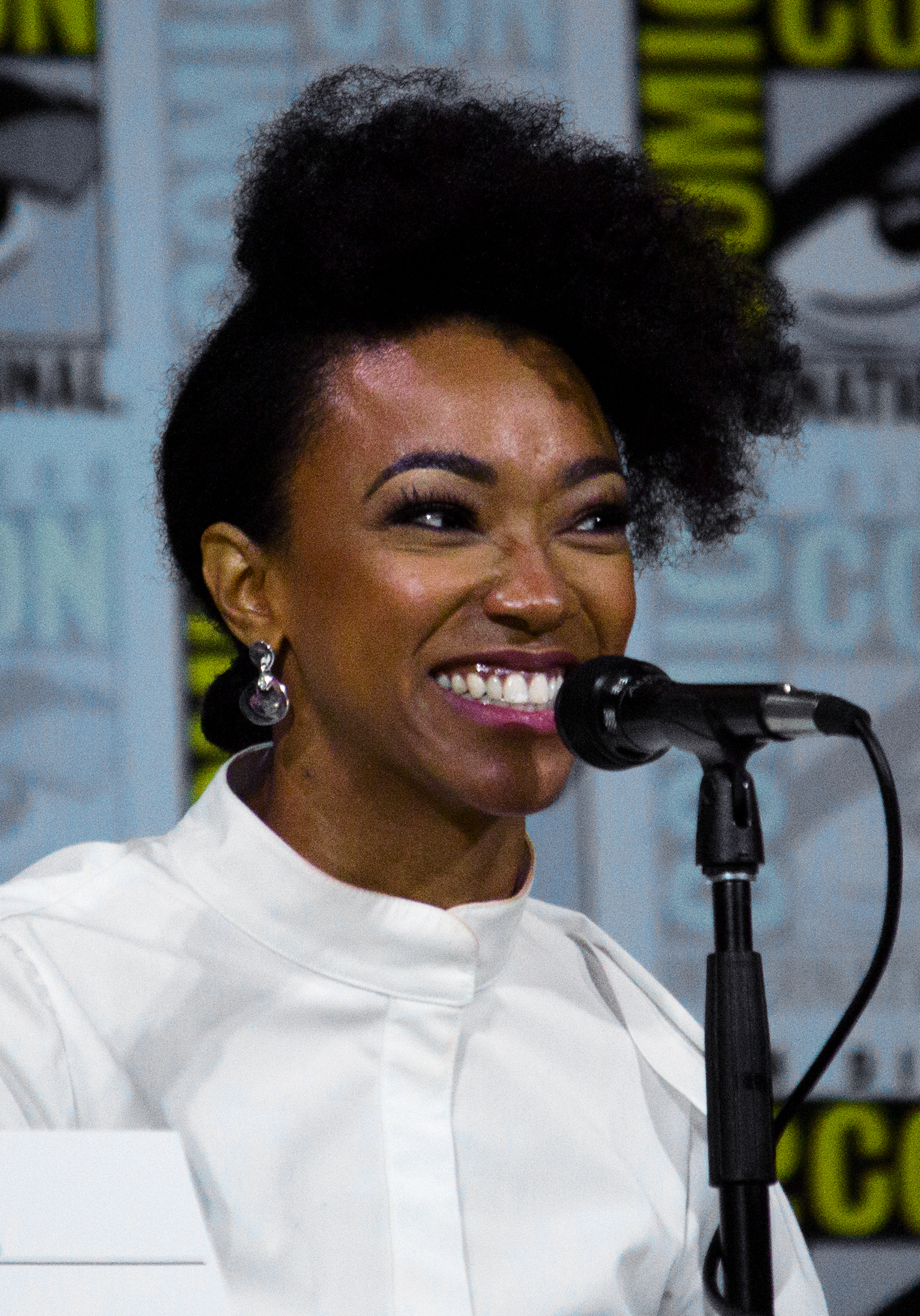
Sonequa Martin-Green interpreta Michael Burnham
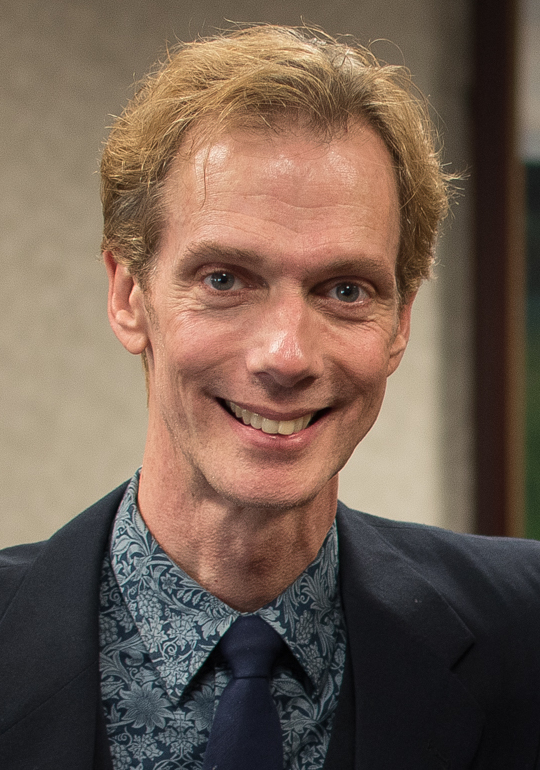
Doug Jones interpreta Saru
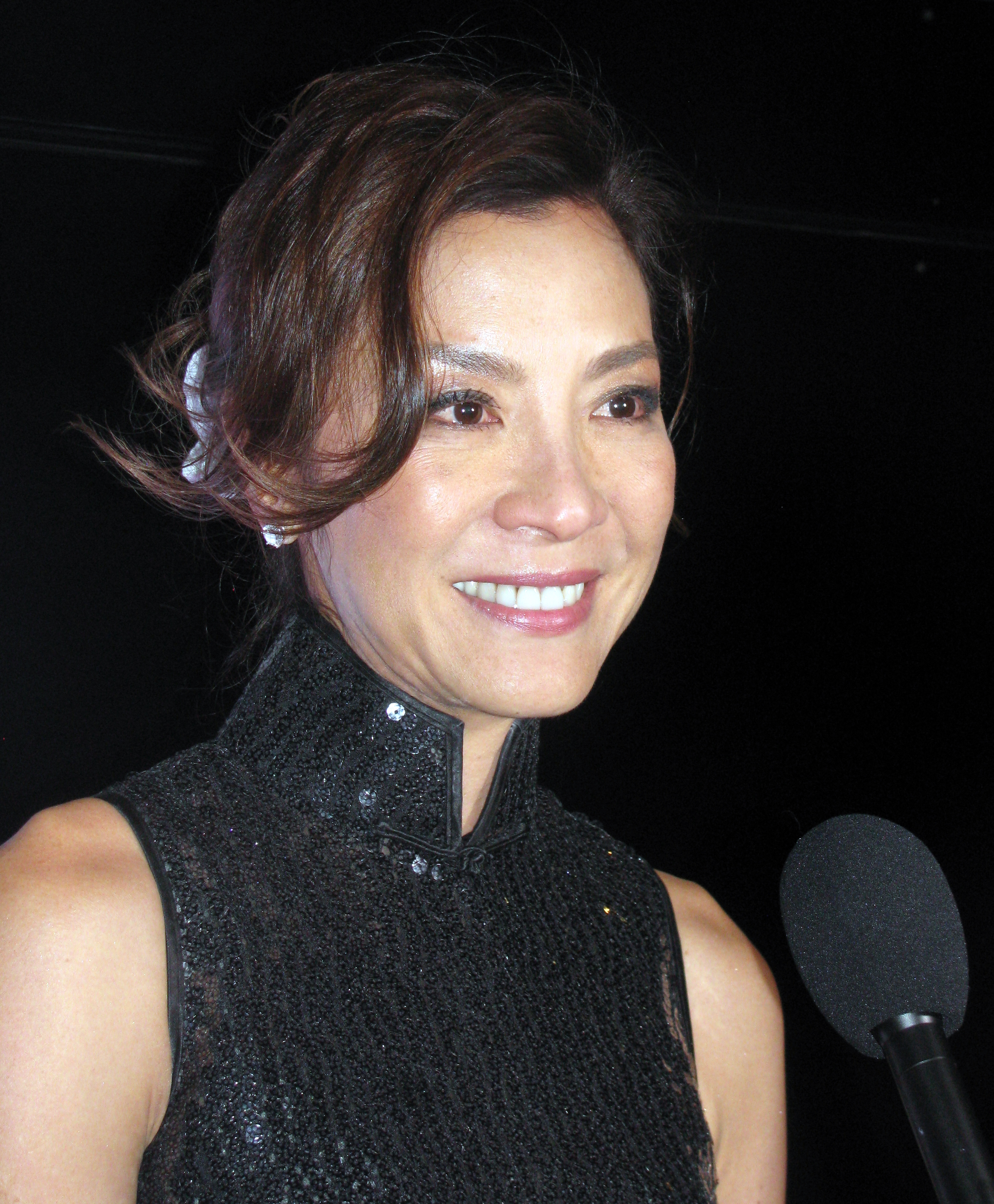
Michelle Yeoh, interprete del Capitano Philippa Georgiou e dell'Imperatrice Philippa Georgiou
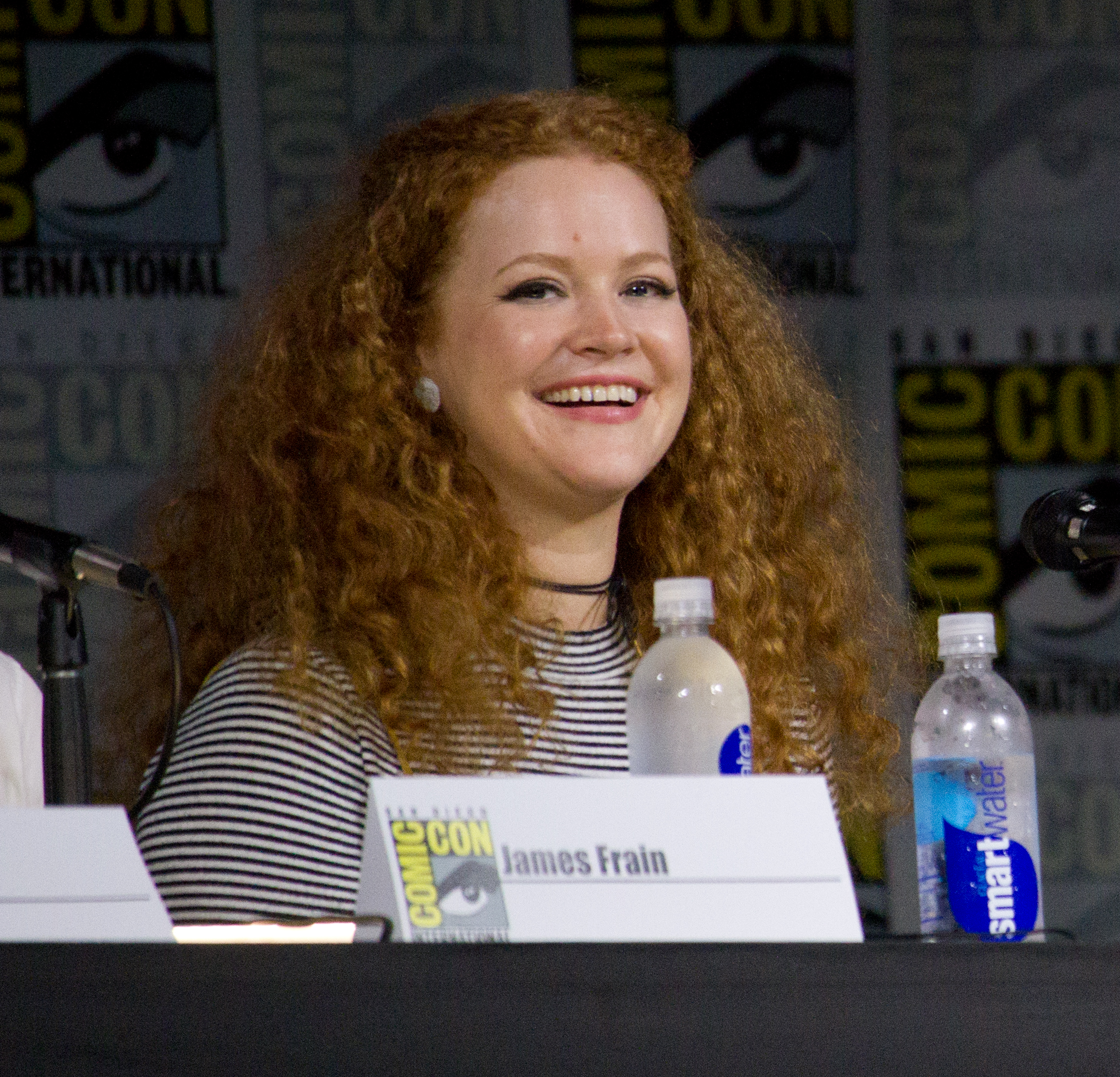
Mary Wiseman interpreta Sylvia Tilly
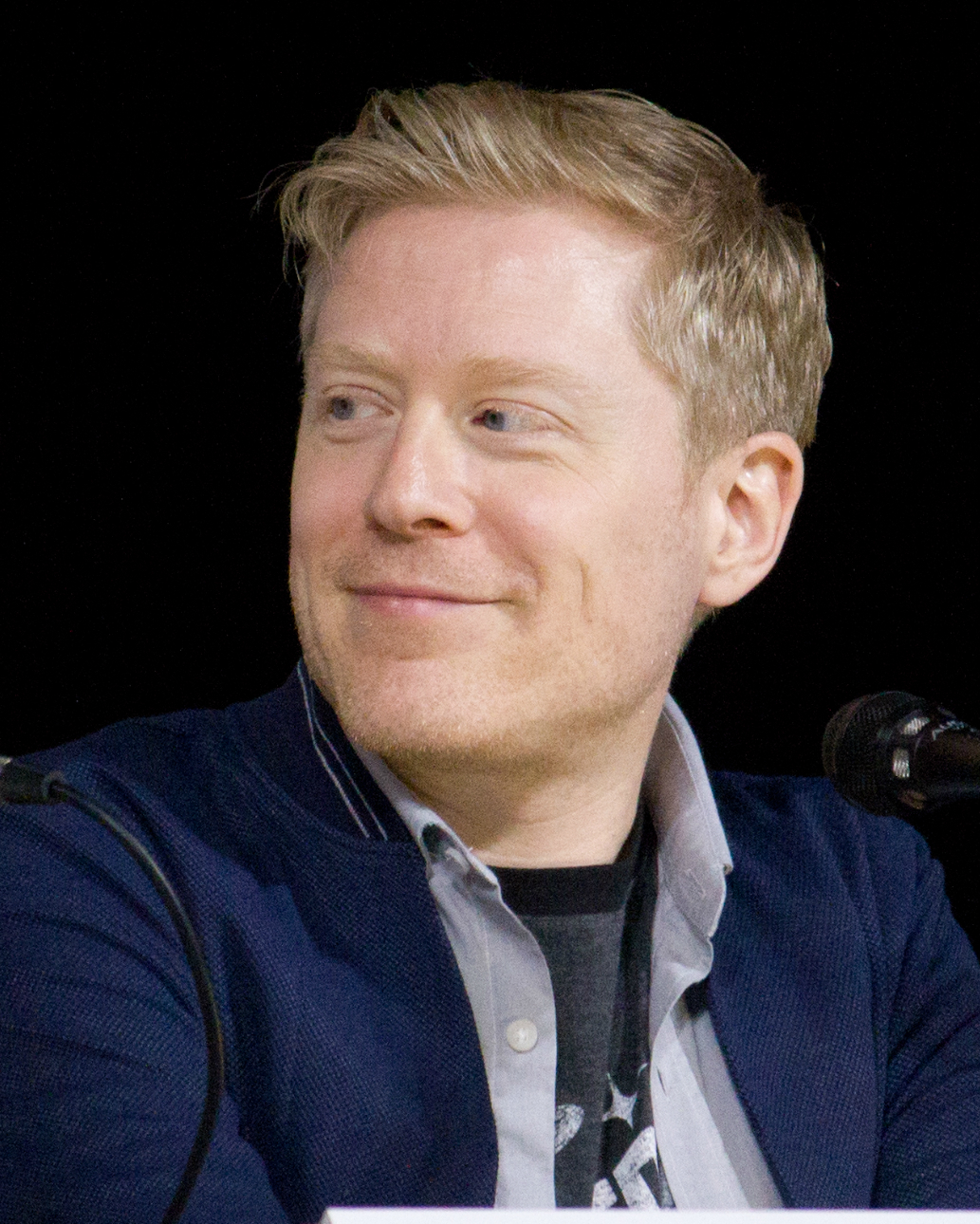
Anthony Rapp interpreta Paul Stamets
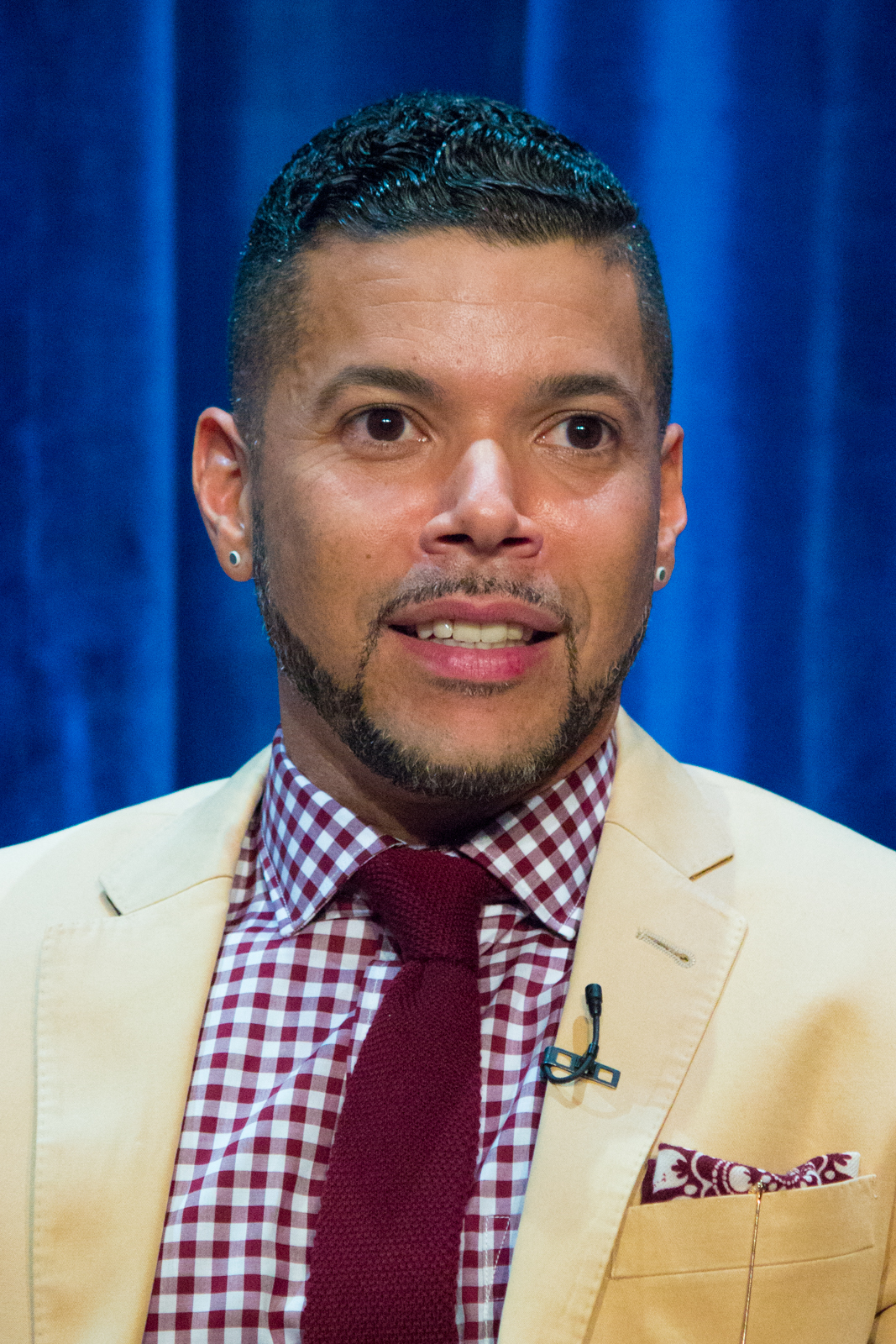
Wilson Cruz interpreta Hugh Culber
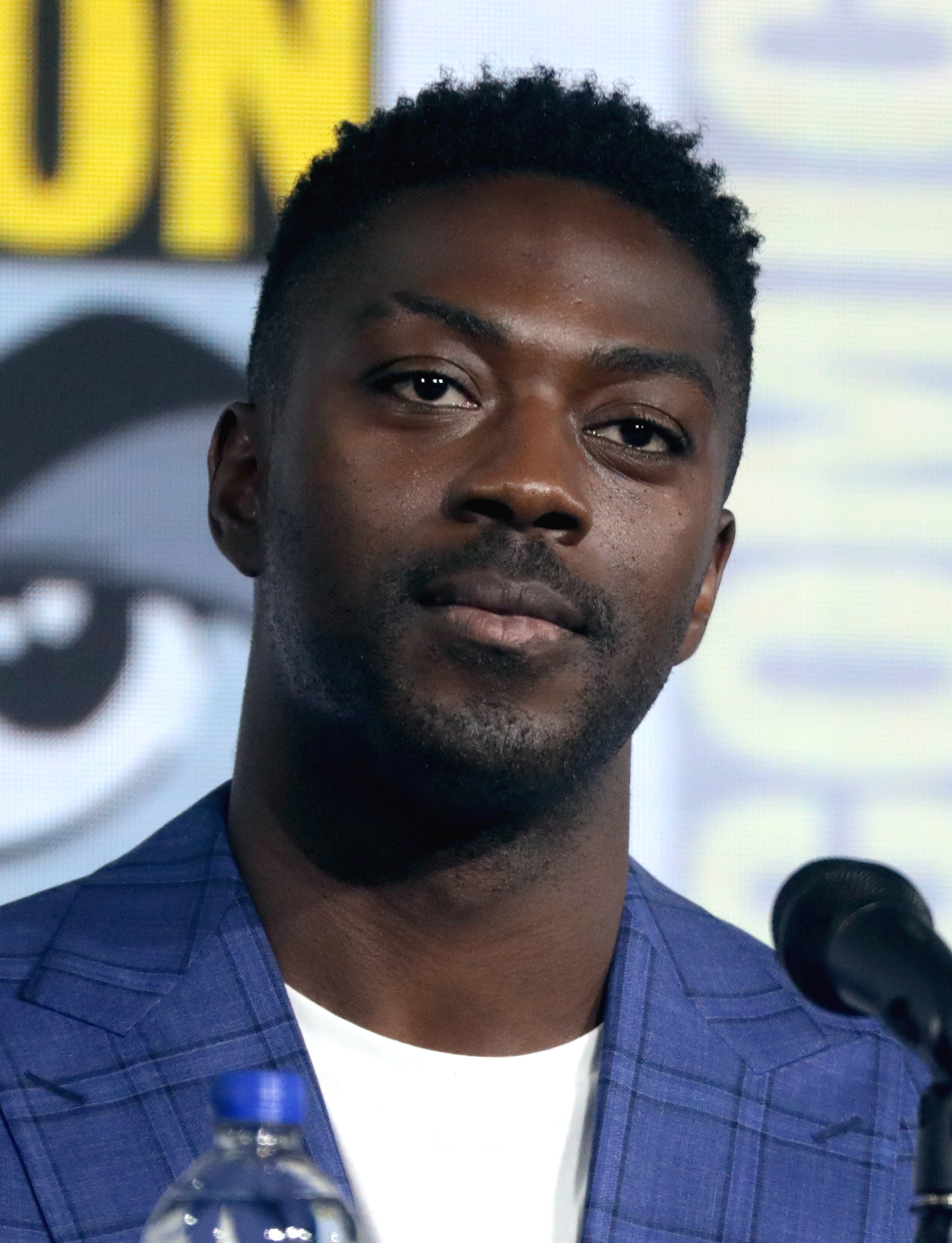
David Ajala interpreta Cleveland "Book" Booker

## Specie
La serie riprende le specie già viste nelle precedenti serie televisive. In particolare protagonisti della prima e seconda stagione sono i Klingon, specie guerriera ostile nei confronti della Federazione, originaria del pianeta Qo'noS. I Klingon sono qui stati pesantemente modificati rispetto all'aspetto che avevano nelle precedenti serie dell'era The Next Generation, similmente a quanto accaduto già nei film della Kelvin Timeline di J.J. Abrams, per volontà dello showrunner Bryan Fuller, così da conferire a ogni casata dei tratti distintivi. Il cambiamento è stato male accolto da parte dei fan di Star Trek, alcuni dei quali lo hanno considerato troppo "spaventoso" e troppo radicale, apparendo calvi, rispetto ai precedenti Klingon visti nel franchise, il che ha portato la produzione a rimettere loro i capelli nella seconda stagione della serie. Indicativo è come, nella serie Star Trek: Picard, dove appare il klingon Worf, alla specie venga infine deciso di ridare l'aspetto che aveva nell'era The Next Generation.
Protagonisti delle prime due stagioni sono anche i Vulcaniani, poiché la principale protagonista della serie, Michael Burnham, è cresciuta su Vulcano, come figlia adottiva dell'ambasciatore Sarek e della moglie umana Amanda Grayson, genitori naturali di Spock, che risulta quindi essere fratello adottivo di Burnham. La cultura vulcaniana viene quindi affrontata nelle prime due stagioni, dove appaiono, oltre ai suoi genitori, anche lo stesso Spock, prima da bambino, poi da adulto, già ufficiale scientifico della USS Enterprise, a fianco del capitano Christopher Pike. Nei vari flashback possiamo vedere l'impatto della società vulcaniana e dell'Accademia delle Scienze di Vulcano sui due fratelli e la loro scelta di entrare nella Flotta Stellare.
Nella terza stagione fanno la loro ricomparsa altre due specie viste fin dalla serie classica: gli Orioniani e gli Andoriani, che, nel XXXII secolo, si sono uniti a formare la Catena di Smeraldo, una forza ostile alla Federazione capitanata dalla perfida Osyraa.
Della quinta stagione sono infine protagonisti i Breen, specie aliena guerresca e ostile, che si cela dietro un casco che nasconde il loro vero volto. I Breen erano precedentemente apparsi nella serie televisiva Star Trek: Deep Space Nine, durante la guerra del Dominio, quando si erano alleati con il Dominio e i Cardassiani, contro Federazione e Klingon.

## Astronavi
Al centro delle vicende della serie c'è la nave scientifica USS Discovery, un modello sperimentale segreto di classe Crossfield, di cui esistono due soli vascelli: la Discovery, appunto, e la gemella Glenn. Queste due navi stanno segretamente studiando e sperimentando un nuovo tipo di propulsione, la cosiddetta "propulsione a spore", ossia un metodo che utilizza la rete miceliare che permea l'universo per spostarsi istantaneamente fra due punti di esso, grazie agli studi di Paul Stamets e del tenente Straal della Glenn.
Nella quinta stagione fa la sua apparizione anche la ISS Enterprise, ovvero la controparte dell'universo dello specchio della USS Enterprise NCC-1701 che compare nelle serie televisive Star Trek (serie televisiva, 1967-1969), Star Trek (serie animata, 1973-1974), Star Trek: Strange New Worlds (serie televisiva, 2022-in corso), oltre che in alcuni film del franchise, sotto il comando dei capitani Christopher Pike e James T. Kirk.

## Produzione

### Sviluppo
Il 2 novembre 2015 la CBS annunciò una nuova serie di Star Trek per il gennaio 2017, in concomitanza con il cinquantesimo anniversario della serie originale nel 2016. È la prima serie di Star Trek a essere prodotta dopo la fine di Star Trek: Enterprise nel 2005. Alex Kurtzman, co-sceneggiatore dei film Star Trek del 2009 e Into Darkness - Star Trek figura tra i produttori esecutivi della serie, prodotta specificatamente per il servizio on demand CBS All Access.
Nel gennaio 2016, il presidente della CBS Glenn Geller rivelò che il network non sarebbe stato coinvolto nella produzione della serie, che è totalmente affidata a CSB All Access. Il mese seguente Bryan Fuller, che cominciò la sua carriera scrivendo per Star Trek: Deep Space Nine e Star Trek: Voyager, venne annunciato come showrunner e co-creatore della serie insieme a Kurtzman. Inoltre Nicholas Meyer, regista e sceneggiatore di Star Trek II - L'ira di Khan e Star Trek VI - Rotta verso l'ignoto, si unì alla produzione come sceneggiatore e consulente creativo. Nel marzo 2016 Eugene Roddenberry, figlio del creatore di Star Trek Gene Roddenberry, e Trevor Roth della Roddenberry Entertainment si unirono alla serie come produttori esecutivi.

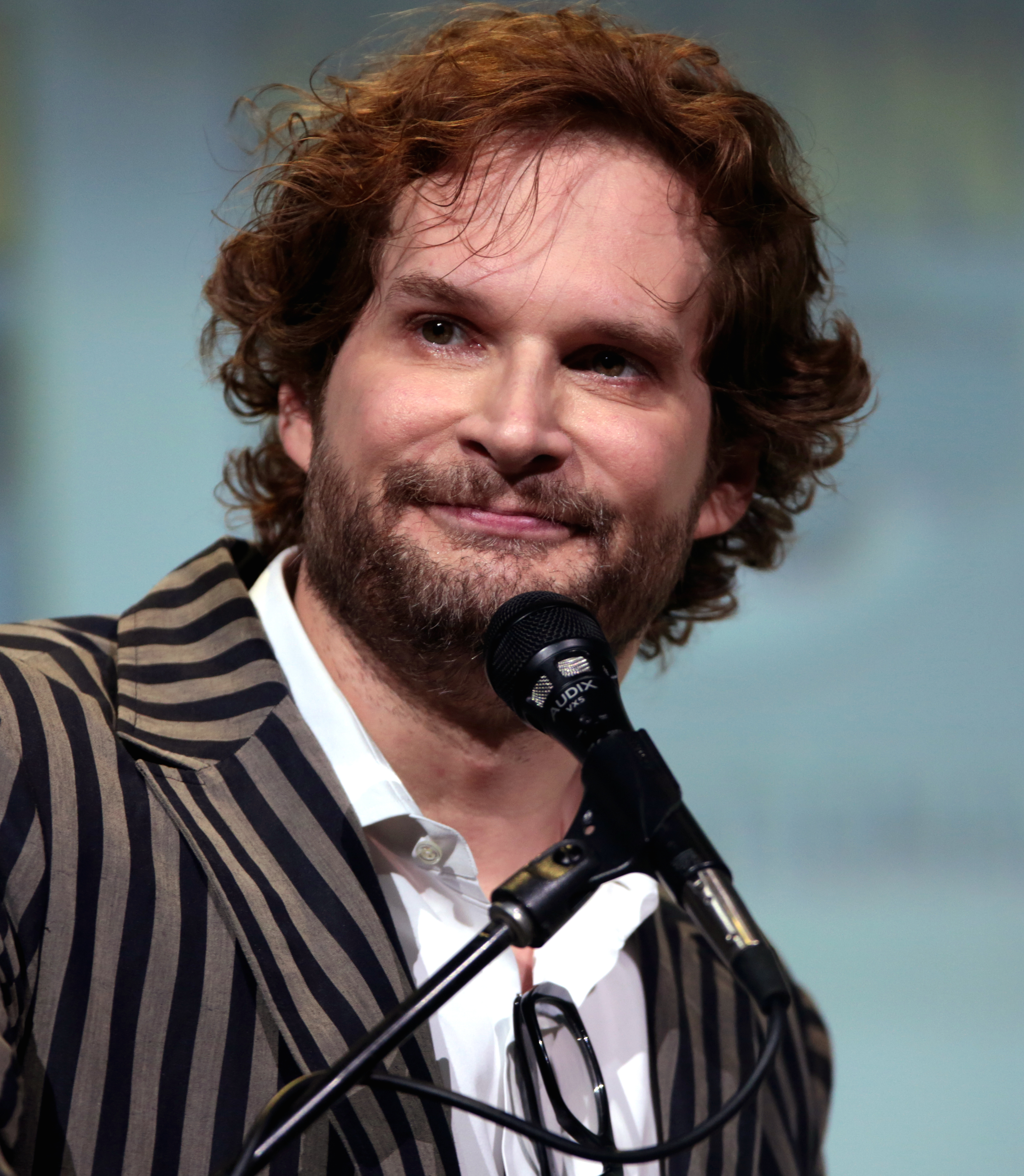
Il co-creatore Bryan Fuller ha inizialmente lavorato come showrunner della serie, sviluppando la mitologia e l'arco narrativo della serie.

Fuller aveva per anni chiesto il ritorno di Star Trek in televisione, in modo particolare per via del suo impatto sulle minoranze, come affermato da Fuller stesso: "Non riuscivo a pensare a quante persone di colore fossero rimaste ispirate vedendo Nichelle Nichols sul ponte dell'astronave, [...] quanti asiatici siano rimasti affascinati da George Takei, e a quanta speranza per il futuro abbia dato loro. Volevo prendere parte a quella rappresentazione per le nuove generazioni". Nel giugno 2016 Fuller annunciò che Vincenzo Natali avrebbe ricoperto il ruolo di direttore di produzione e rivelò che la prima stagione sarebbe stata composta da 13 episodi, anche se ammise di voler limitare il numero degli a episodi a 10 per le stagioni future. Fuller rivelò inoltre che la CBS aveva dato una certa libertà nella durata di ogni episodio, a differenza delle serie televisive tradizionali che hanno delle specifiche durate da rispettare. Nel luglio 2016, in occasione del panel del cinquantesimo anniversario della serie al San Diego Comic-Con International, Fuller annunciò il titolo ufficiale della serie, e rivelò che la serie sarebbe stata ambientata nel cosiddetto "Universo Prime", comprendente le precedenti serie televisive e slegato dai film reboot prodotti a partire da Star Trek (2009).
Sempre a luglio, la CBS vendette i diritti di distribuzione internazionale della serie a Netflix, un accordo che avrebbe dovuto coprire l'intero budget della serie, stimato inizialmente a $6–7 milioni a episodio. A fine mese la CBS assunse David Semel, già sotto contratto presso il canale, per dirigere l'episodio pilota della serie. Fuller non fu d'accordo con la scelta, definendo Semel "non adatto al lavoro"; lo showrunner voleva infatti un regista più visionario come Edgar Wright, che aveva contattato personalmente per proporgli la regia dell'episodio. Nei mesi successivi, con l'avvio della pre-produzione della serie, Fuller e Semel si scontrarono spesso sulla direzione da dare alla serie, mentre il budget dei singoli episodi saliva sempre di più. Oltre a supervisionare le sceneggiature della serie, Fuller cercava di seguire il design dei set, dei costumi e degli alieni, e passava diverso tempo a occuparsi anche del suo ruolo di showrunner per un'altra serie, American Gods. Il comportamento di Fuller cominciò a destare preoccupazione tra i dirigenti della CBS, che premevano per far debuttare la serie nel gennaio 2017. Nell'agosto 2016 Fuller chiamò Gretchen J. Berg e Aaron Harberts per lavorare insieme a lui come showrunner della serie. Il mese successivo Fuller e Kurtzman chiesero alla CBS di rinviare la serie, in modo da "poter soddisfare le aspettative nei confronti della serie, soprattutto per quanto riguarda gli effetti speciali".
A fine ottobre 2016 la CBS chiese a Fuller di lasciare l'incarico di showrunner. Per permettere a Fuller di rimanere coinvolto nella serie, anche se non su base giornaliera, Berg e Harberts vennero nominati unici showrunner della serie, lavorando sull'arco narrativo e sulla mitologia sviluppata da Fuller; Kurtzman e Fuller vennero accreditati come produttori esecutivi, mentre Akiva Goldsman si unì alla produzione in un ruolo di supporto per aiutare gli showrunner e i produttori. In un comunicato la CBS affermò di essere "estremamente soddisfatta" del lavoro svolto da Fuller e di voler continuare a sviluppare le sue idee. Nel dicembre seguente Fuller affermò di non essere più coinvolto nella serie, definendo il suo abbandono "agrodolce" e affermando di essere curioso di vedere come sarebbe stato usato il materiale da lui sviluppato. Inoltre si disse disponibile a contribuire a una possibile seconda stagione. Nel gennaio 2017 la CBS posticipò nuovamente la data di debutto della serie, spiegando: "Si tratta di un progetto ambizioso; saremo flessibili con la data di debutto se sarà un bene per lo show. Abbiamo detto sin dall'inizio che è meglio farlo nel modo giusto che farlo velocemente. Inoltre il debutto su CBS All Access ci permette di non essere legati alle première stagionali o a finestre di lancio prefissate".
Nel febbraio 2017, l'amministratore delegato della CBS, Leslie Moonves, affermò che la serie avrebbe debuttato "alla fine dell'estate, inizio autunno" del 2017. Nel giugno 2017 Kurtzman spiegò che l'abbandono di Fuller non aveva condizionato lo sviluppo della serie, dal momento che lui e Fuller avevano parlato delle future stagioni di Discovery prima che quest'ultimo decidesse di lasciare la serie, e confermò che "in termini di ambientazioni, personaggi e storia" la serie si sarebbe attenuta a quanto deciso da loro due. Nello stesso mese venne infine annunciata la data di debutto, fissata al 24 settembre 2017; e Harberts e Berg spiegarono che il ritardo nel debutto della serie era dovuto principalmente al desiderio dei produttori di curare ogni dettaglio nei costumi e nella scenografia, in modo da poter creare qualcosa all'altezza delle aspettative dei fan.
Nell'agosto 2017 venne rivelato che la prima stagione era costata $8–8.5 milioni a episodio, rendendo la serie una delle più costose mai prodotte insieme a serie televisive come Il Trono di Spade, Westworld - Dove tutto è concesso, Marco Polo e The Get Down. Questo aumento del budget superò l'accordo iniziale con Netflix, ma la CBS affermò che i costi sarebbero rientrati grazie anche al numero di nuovi iscritti a CBS All Access che la serie avrebbe portato.
Il 14 giugno 2018 gli showrunner Herberts e Berg sono stati licenziati dalla CBS con l'accusa di aver sostenuto dei costi eccessivi e di aver tenuto un comportamento abusivo nei confronti del team di redazione. Il loro posto è stato preso da Alex Kurzman.

### Sceneggiatura
(Il produttore esecutivo Alex Kurtzman, parlando del rapporto tra elementi classici di Star Trek ed elementi più attuali)
L'astronave della serie è chiamata Discovery in onore del Discovery One di 2001: Odissea nello spazio e dello space shuttle Discovery della NASA, e inoltre richiama "il senso di scoperta... quello che significa per il pubblico di Star Trek a cui Gene Roddenberry promise un futuro in cui l'umanità si unisce e va alla ricerca di nuovi mondi e nuove razze aliene per scoprire e collaborare con loro". Inizialmente Fuller propose alla CBS una serie antologica con ogni stagione ambientata in una diversa epoca, partendo da un prequel della serie classica e "avanti fino a un tempo mai visto nell'universo di Star Trek". La CBS tuttavia chiese a Fuller di concentrarsi su una singola serie, così Fuller cominciò a sviluppare una serie ambientata prima della serie originale. Fuller decise di approfittare della modalità di visione di CBS All Access e incentrare la prima stagione su un'unica storyline principale, che completò nel giugno 2016 insieme agli altri sceneggiatori. Fuller spiegò di aver sviluppato una storia che "si collega a tantissimi elementi dell'universo di Star Trek, prendendo alcuni episodi della serie originale e usando il loro "DNA" per trovare "lo spirito di quello che Star Trek offre, sia in termine di narrazione di fantascienza sia come bellissima metafora della condizione umana". Fuller affermò inoltre che la serie, non essendo legata agli standard televisivi, avrebbe avuto la possibilità di affrontare tematiche più impegnate, con contenuti leggermente più grafici rispetto alle precedenti serie.
Gli sceneggiatori decisero di non seguire la linea guida voluta da Roddenberry (linea guida che lo stesso Roddenberry non seguiva rigidamente) secondo la quale i membri della Flotta Stellare, in modo particolare i personaggi umani, dovevano essere rappresentati senza sentimenti negativi e non potevano entrare in conflitto l'uno con l'altro, così da trasmettere una visione del futuro ottimista e idilliaca. Parlando della libertà avuta nella gestione dei personaggi, Harberts spiegò: "Vogliamo raccontare storie complesse, con personaggi con forti punti di vista e passioni". Harberts aggiunse inoltre che il modello di futuro voluto da Roddenberry sarebbe stato comunque rispettato, dal momento che "ciò che prendiamo da Roddenberry è il modo in cui risolviamo i conflitti. I nostri personaggi hanno un conflitto, sono in disaccordo tra loro, ma ci concentriamo sul modo in cui trovano una soluzione e risolvono i loro problemi. Inoltre, dal momento che il formato narrativo di Discovery non prevede episodi auto-conclusivi in cui il conflitto viene scatenato da elementi esterni, ma un unico arco narrativo lungo le singole stagioni, gli autori poterono concentrarsi particolarmente sul rapporto tra i vari personaggi in modo da creare dei conflitti e degli attriti che risultassero reali e credibili.
Vista la grande importanza nella serie dei Klingon e della loro cultura, i produttori decisero di far parlare i personaggi Klingon nella loro lingua madre. Parlando della rappresentazione dei Klingon, che nella serie originale, nata nell'epoca della guerra fredda, rappresentavano l'Unione Sovietica, Harberts affermò che in Discovery avrebbero rappresentato insieme alla Flotta Stellare diverse fazioni degli Stati Uniti d'America moderni, spiegando che "quello che vogliamo davvero fare è comprendere due diversi punti di vista e mostrarli al meglio". Berg aggiunse che uno dei temi al centro della serie "è universale ed è una lezione che noi esseri umani dobbiamo imparare ripetutamente", ovvero il fatto che "pensiamo di conoscere l'altro, ma non lo facciamo davvero. Bisogna in qualche modo rimodulare o deviare in modo cosciente dal proprio punto di vista per poter comprendere l'altro appieno. Bisogna dimenticare quello che sappiamo. Una delle grandi tappe in questo viaggio è capire sé stessi. Bisogna capire sé stessi prima di poter capire meglio gli altri. La serie si chiama Discovery ["scoperta"] per un motivo, perché i nostri personaggi si trovano in un viaggio di scoperta".

### Casting

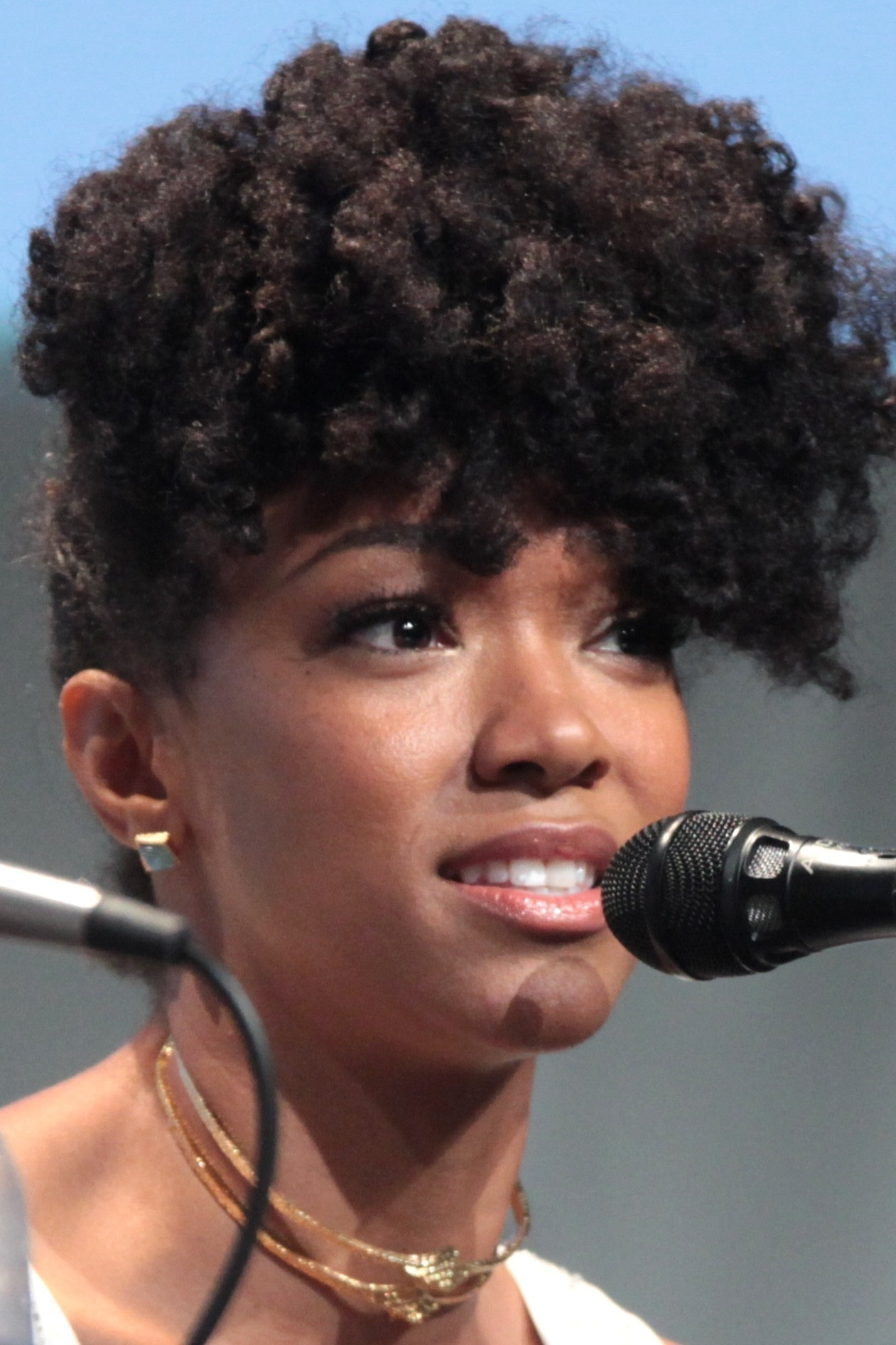
Sonequa Martin-Green interpreta la protagonista Michael Burnham.

Nel giugno 2016 Fuller rivelò di aver incontrato diversi attori interessati a prendere parte alla serie. Il mese seguente la produttrice esecutivo Heather Kadin rivelò che nella serie sarebbero stati presenti personaggi di diverse etnie e della comunità LGBTQ. Fuller rivelò che la protagonista della serie sarebbe stata una donna tenente comandante, anziché un capitano come nelle precedenti serie di Star Trek, e che sarebbe stata interpretata da una donna di etnia non caucasica; rivelò inoltre di aver incontrato Mae Jemison, la prima donna di colore ad andare nello spazio, e di aver discusso con lei riguardo al casting della serie.
Nell'agosto 2016 Fuller affermò che i primi annunci di casting sarebbero stati fatti nell'ottobre seguente. In quel mese tuttavia non venne fatto alcun annuncio riguardante il cast, anche se venne riportato che la maggior parte dei ruoli principali erano stati assegnati, a eccezione del ruolo della protagonista. A fine novembre Doug Jones e Anthony Rapp furono annunciati come primi membri del cast principale nei panni di Saru, un ufficiale scientifico appartenente ai Kelpien, una nuova razza aliena dell'universo di Star Trek, e Stamets, un ufficiale medico e studioso di funghi e primo personaggio principale dichiaratamente omosessuale del franchise. A metà dicembre, dopo una ricerca durata più di quattro mesi, Sonequa Martin-Green venne scelta come protagonista della serie, chiamata Rainsford. Il casting di Martin-Green venne confermato solo nell'aprile 2017, subito dopo la sua uscita dal cast della serie televisiva The Walking Dead, e venne rivelato che il nome del personaggio era Michael Burnham. Nello stesso mese si aggiunse al cast Shazad Latif; inizialmente Latif avrebbe dovuto interpretare il Klingon Kol, ma in seguito gli venne affidata la parte di Ash Tyler. Nel marzo 2017 entrarono nel cast Jason Isaacs nel ruolo del capitano Lorca, e Mary Wiseman nel ruolo del cadetto Tilly.
Nel mese di aprile del 2018, Anson Mount ha rivelato di essere entrato a far parte del cast della seconda stagione nel ruolo del Capitano Christopher Pike.

### Design
Mark Worthington è lo scenografo della serie, Gersha Phillips e Suttirat Anne Larlarb sono le costumiste, mentre Glenn Hetrick e Neville Page degli Alchemy Studios si occuparono dei trucchi prostetici, delle armature e degli oggetti di scena. Il design della USS Discovery è basato su una concept art inutilizzata di Ralph McQuarrie per la USS Enterprise per il film mai realizzato Star Trek: Planet of the Titans. Parlando dell'approccio generale al design della serie, Fuller spiegò di volere nuove creature e nuovi design per gli alieni già conosciuti, affermando: "Stiamo producendo lo show nel 2016. Dobbiamo aggiornare lo stile degli effetti, lo stile dei set, dei trucchi... le altre serie sono state prodotte in un periodo in cui non era possibile raggiungere certi risultati come oggi; stabiliremo un intero nuovo look per la serie - non solo per la serie, ma per tutto quello che vorremo fare con il franchise di Star Trek dopo questa serie". Gli showrunner Harberts e Berg spiegarono di aver prestato particolare attenzione al design della serie, affermando che "in ogni oggetto di scena, in ogni costume e in ogni set c'è tantissima maestria e talento". Harberts spiegò che "ognuna di queste cose deve essere progettata e costruita. [...] Molti oggetti e uniformi sono stampati in 3D. La costruzione dei nostri set può durare anche oltre sei settimane". Berg aggiunse: "Non possiamo andare al risparmio, far sì che il 95% di ciò che appare sullo schermo sia completamente originale e unico e poi comprare il restante cinque percento in un negozio. Deve essere coeso –– e lo è".
I tessuti delle uniformi della Flotta Stellare vennero tinti in Svizzera, mentre i costumi vennero cuciti e assemblati a Toronto da Phillips e dal suo reparto. Le uniformi sono di un blu scuro creato specificamente per la serie, con delle decorazioni d'oro, d'argento o di rame a seconda della designazione dell'ufficiale (rispettivamente: comando, scienza e medicina, operazioni). Gli ufficiali medici indossano un'uniforme "bianco ospedale", sempre tinta in Svizzera.
Per il design dei Klingon, Fuller e la produzione decisero di re-inventare da capo l'aspetto degli alieni; questa scelta venne spiegata dal fatto che la serie introduce diverse casate Klingon, ognuna con i suoi stili. Per la casata del Klingon T'Kuvma, Hetrick e Page crearono armature a armi usando stampanti 3D e modelli creati a mano. Alcuni elementi, come gli elmetti, vennero disegnati con l'idea di modificarli tramite computer grafica. Il design delle armi, delle armature e degli elmetti dei Klingon venne basato su quello dei Klingon della serie originale, a sua volta influenzato dalle culture medio orientale, mongole e bizantine.

### Riprese
Le riprese della serie cominciarono nel gennaio 2017, con i titoli di lavorazione Green Harvest (un riferimento a Blue Harvest, titolo di lavorazione usato per Il ritorno dello Jedi) e Tennessee Honey.
La serie è interamente girata in diversi teatri di posa ai Pinewood Studios di Toronto, tra cui il teatro di posa più grande del Nord America. La costruzione dei set avrebbe dovuto cominciare nel luglio 2016, con un periodo di riprese da settembre 2016 fino a marzo 2017, ma con il rinvio della serie venne riportato che la produzione non sarebbe partita prima di novembre 2016. Parte delle riprese della prima stagione si tennero anche in Giordania.
Per l'aspetto visivo della serie, Kurtzman spiegò che lo show doveva "giustificare il fatto di essere su un servizio di televisione a pagamento". Gli showrunner furono influenzati dal film Star Trek del 1979 e dai film della serie diretti da J. J. Abrams. La serie è girata in formato 2:1, definito da Harberts come un formato adatto a "raccontare la storia in modo molto poetico". Insieme a Semel e al direttore della fotografia Guillermo Navarro, i produttori cercarono di rendere la serie più cinematografica possibile, ad esempio cercando di filmare il ponte di comando delle navi stellari in modo da non farlo sembrare un proscenio.

### Colonna sonora
Le musiche della serie sono composte da Jeff Russo. Russo registrò le musiche della serie con un'orchestra di 60 elementi. Il tema musicale della serie contiene una rielaborazione del tema originale di Star Trek composto da Alexander Courage.

## Promozione

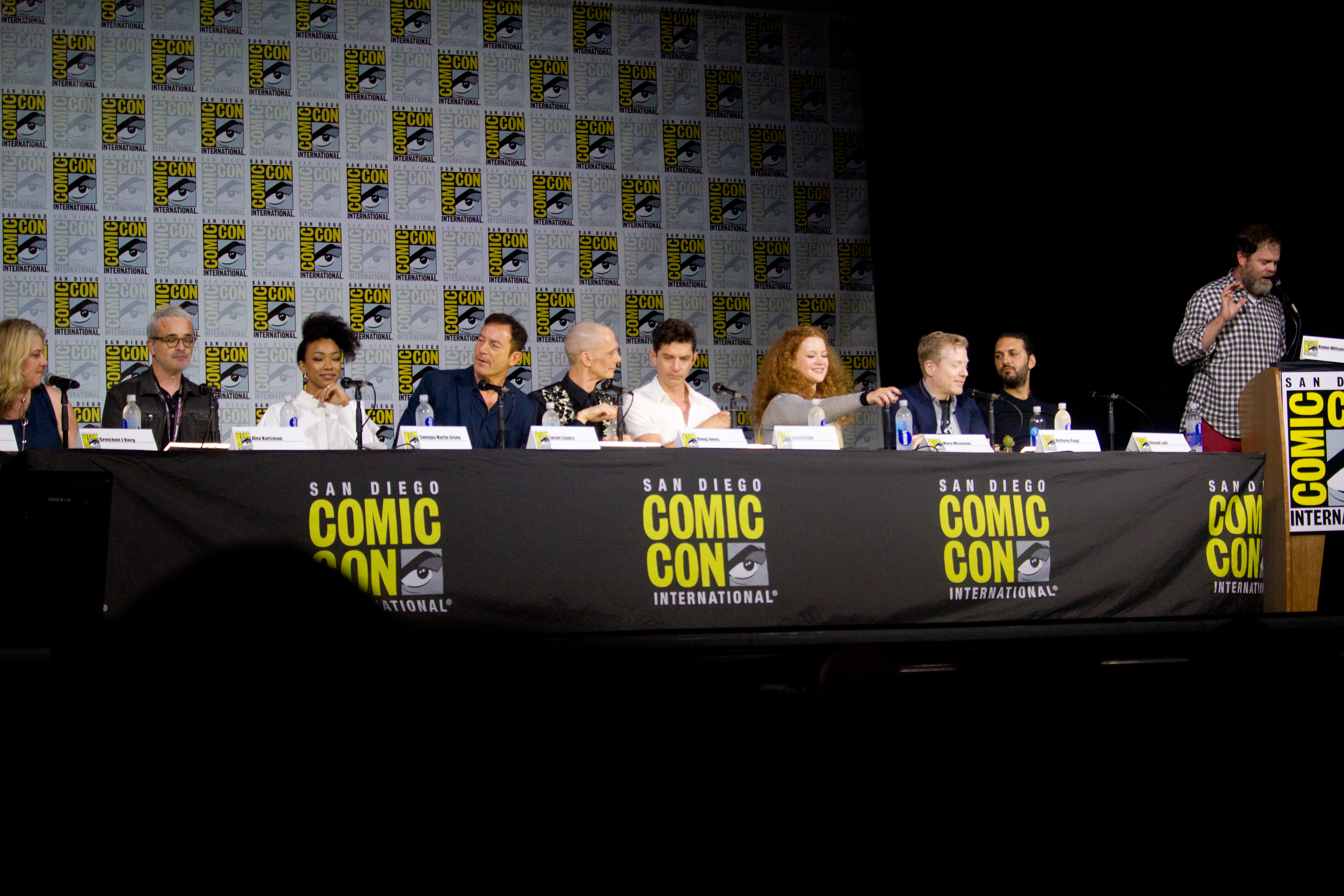
Gli showrunner e gli attori della serie al San Diego Comic-Con International 2017.

Nel luglio 2016, in occasione del panel del cinquantesimo anniversario della serie al San Diego Comic-Con International, venne pubblicato un video promozionale per mostrare il design della USS Discovery. Nel maggio 2017 venne pubblicato il primo trailer ufficiale.
Nel settembre 2016 la sceneggiatrice Kristin Beyer annunciò che la CBS era al lavoro con IDW Publishing e Simon & Schuster per realizzare nuovi prodotti legati a Discovery, tra cui almeno un romanzo e una serie a fumetti. Beyer, autrice di numerosi romanzi dedicati a Star Trek: Voyager, lavorerà con lo scrittore David Mack e il fumettista Mike Johnson per supervisionare il lavoro dei tre medium. L'uscita dei primi libri e fumetti avvenne nel settembre 2017, in concomitanza con il debutto della serie .

## Distribuzione
Star Trek: Discovery ha debuttato il 24 settembre 2017 sulla CBS. Dal secondo episodio la serie è pubblicata in esclusiva negli Stati Uniti su CBS All Access e nel resto del mondo da Netflix. La pubblicazione degli episodi è divisa in due parti: i primi nove episodi verranno pubblicati settimanalmente dal 24 settembre al 12 novembre 2017, mentre i restanti sei episodi verranno pubblicati da gennaio 2018. Il 23 ottobre 2017 la serie viene riconfermata per la seconda stagione, la quale si compone di quattordici episodi trasmessi a partire da inizio 2019.
In Canada la serie è stata acquistata da Bell Media, che la trasmette sui canali Space (in lingua inglese) e Z (in francese). Negli altri paesi la serie è pubblicata in esclusiva su Netflix il giorno dopo la messa in onda statunitense.
Pochi giorni prima del lancio internazionale, la quarta serie è stata improvvisamente ritirata da Netflix e messa a disposizione da parte della casa produttrice su Paramount+, suscitando reazioni irate tra i fan e prendendo di sorpresa gli stessi membri del cast, che si sono pubblicamente scusati per l'accaduto.. In attesa del lancio europeo della piattaforma streaming Paramount+ a settembre 2022, in Italia la serie viene trasmessa gratuitamente su Pluto TV..

## Accoglienza

### Pubblico
Il primo episodio della serie, trasmesso dalla CBS, venne visto da 9,5 milioni di telespettatori. Nonostante la CBS non diffonda dati sul numero di iscritti a CBS All Access, venne riportato che con il debutto della serie il servizio aveva registrato un deciso aumento di iscrizioni, segnando un record per il maggior numero di iscrizioni in un giorno, in una settimana e in un mese. L'azienda di web analytics riportò inoltre che in seguito al debutto della serie l'applicazione mobile di All Access aveva raddoppiato il numero di download e che i ricavi dall'applicazione erano raddoppiati rispetto ai ricavi medi del mese precedente.
La terza stagione della serie ha avuto una partenza lenta e valutazioni basse, con 1,7 milioni di spettatori e un rating solo di 0,2.

### Critica
La serie è stata accolta positivamente dalla critica televisiva. Sull'aggregatore di recensioni Rotten Tomatoes ha un indice di gradimento dell'85%, con un voto medio di 7.10 su 10 basato su 180 recensioni. Il commento del sito recita: "Nonostante necessiti di un episodio per prendere il lancio, Star Trek: Discovery costituisce un solido elemento del franchise per le nuove generazioni, audacemente capeggiato dalla carismatica Sonequa Martin-Green". Su Metacritic la serie ha un voto medio di 73 su 100 basato su 44 recensioni, indicando "recensioni generalmente favorevoli".
Recensendo il primo episodio, Scott Collura di IGN ha scritto che "con una scenografia raffinata, una trama complessa e diversi personaggi interessanti, Discovery parte con il piede giusto per trasformare Trek in TV per una nuova era". Bill Keveney di USA Today ha dato alla serie due stelle e mezzo su quattro, lodando la qualità cinematografica della serie e l'attenzione per il dettaglio ma criticando alcuni aspetti della trama del primo episodio. Alexander Zalben di TV Guide ha lodato la serie, scrivendo che "ciò che fa funzionare Discovery così bene è il modo in cui [...] rende omaggio a ogni aspetto del franchise, dalle serie televisive ai film, portando al tempo stesso Star Trek verso il presente della televisione". Darren Franich di Entertainment Weekly ha lodato l'interpretazione di Martin-Green e ha apprezzato l'aspetto visivo, lamentando tuttavia una certa incoerenza nella narrazione dei primi tre episodi.
Dan Fienberg di The Hollywood Reporter è stato più critico, scrivendo: "Discovery ha delle aspettative da mantenere e questo è un inizio disorientante. [...] È tutto sulle spalle di Sonequa Martin-Green che, per quanto sia brava, non sono sicuro che possa reggere il peso". Anche Brian Lowry della CNN non ha apprezzato la serie, affermando che "Discovery si rivela più debole nelle qualità fondamentali che hanno contraddistinto le migliori serie del franchise, vale a dire la forza delle interazioni tra i personaggi".

## Tematiche
La serie è particolarmente aperta a ospitare tematiche riguardanti femminismo, inclusività e LGBT, presentando personaggi gay, transgender e queer nelle sue storie. La principale protagonista della serie è una donna nera, Michael Burnham, interpretata dall'attrice afroamericana Sonequa Martin-Green, destinata a salire i gradi dell'equipaggio della USS Discovery fino a diventarne il capitano. Nel cast regolare della serie vi è la presenza, fin dalla prima stagione, della prima coppia esplicitamente gay nella storia del franchise di Star Trek, formata dall'ufficiale scientifico Paul Stamets, interpretato da Anthony Rapp, e dall'ufficiale medico Hugh Culber, interpretato da Wilson Cruz. Tuttavia la prematura scomparsa del personaggio di Culber ha scatenato l'irritazione della comunità LGBT, cosa che ha spinto gli showrunner della serie a prevederne un ritorno, cosa effettivamente avvenuta con la "resurrezione" del personaggio salvato nella rete di micelio. Vi è poi l'ingegnera Jett Reno, interpretata da Tig Notaro, dichiaratamente lesbica. Dalla terza stagione della serie, vi fanno inoltre la loro apparizione il primo personaggio transgender del franchise, Gray Tal, interpretato da Ian Alexander, e il primo personaggio non binario, Adira Tal, interpretata da Blu del Barrio.

## Opere derivate

### After Trek
After Trek è stato un talk show, condotto da Matt Mira e trasmesso dal 2017 al 2018 in diretta da CBS All Access dopo ogni episodio di Discovery. Lo show includeva diversi ospiti, tra cui membri del cast di Discovery ed ex attori di Star Trek, che discutevano gli avvenimenti degli episodi di Discovery. Internazionalmente lo show veniva distribuito su Netflix in contemporanea con la pubblicazione degli episodi nei paesi anglofoni e il giorno seguente nei paesi non anglofoni in versione sottotitolata.

### Star Trek: Short Treks
Dal 4 ottobre 2018 viene trasmessa la serie antologica Star Trek: Short Treks. La prima stagione della serie contempla una serie di cortometraggi autoconclusivi che fungono da trailer, anticipando episodi e temi della seconda stagione di Star Trek: Discovery. L'anno seguente, a partire dal 5 ottobre 2019, viene messa in onda la seconda stagione della serie, che funge da trailer e anticipazione anche per le serie televisive Star Trek: Picard e Star Trek: Strange New Worlds. Solamente la prima stagione della serie è stata doppiata e distribuita in italiano, in parte come contenuti speciali all'interno dei cofanetti delle serie televisive di riferimento.

### Moments of Discovery
Moments of Discovery è stata una serie di brevi episodi della durata di 3-5 minuti che esplorava il dietro le quinte della serie televisiva con brevi interviste con il cast della serie Star Trek: Discovery. Ne sono state realizzate due stagioni, tra il 2019 e il 2021, per un totale di 15 episodi. Successivamente questa serie è stata trasformata in un breve segmento all'interno del talk-show di 30 minuti The Ready Room, a partire dalla sua seconda stagione.

### Star Trek Logs
Dall'11 gennaio 2021 vengono pubblicati sul profilo ufficiale Star Trek Logs di Instagram gli Star Trek: Discovery Logs. Si tratta di brevi video che riportano i diari personali dei personaggi della serie, con le voci dei relativi attori. La pubblicazione dei Logs avviene in contemporanea all'uscita della terza e quarta stagione della serie.

### Star Trek: Strange New Worlds
A lungo annunciata, il 5 maggio 2022 esordisce su Paramount+ la serie televisiva spin-off di Star Trek: Discovery, Star Trek: Strange New Worlds. La serie, che vede le avventure della USS Enterprise NCC-1701 nella sua terza missione quinquennale, sotto il comando del capitano Christopher Pike, con al suo fianco l'ufficiale scientifico Spock e la comandante Una Chin-Riley, si riallaccia agli avvenimenti della seconda stagione di Discovery, quando il capitano Pike ha comandato temporaneamente la USS Discovery, ed è un sequel al primo episodio pilota della serie classica, Lo zoo di Talos e un prequel alla serie classica stessa, quando, al comando dell'Enterprise, subentra il capitano James T. Kirk, per la quarta missione quinquennale della nave stellare.

### Star Trek: Section 31
Inizialmente prevista come serie live-action, lo showrunner Alex Kurtzman ha deciso, in concorso con la CBS, per motivi di ottimizzazione di tempi, di girare un lungometraggio, proponendosi di girare un film spin-off di Discovery e delle altre serie dell'universo espanso ogni due anni. Section 31 narra le vicende dell'ex imperatrice Philippa Georgiou (interpretata dall'attrice premio Oscar Michelle Yeoh), coinvolta dalla Sezione 31 per una missione e di un manipolo di scalcinati agenti ingaggiati dall'agenzia di servizi segreti della Flotta Stellare.